# سناحة ظهرية
سناحة ظهرية (الاسم العلمي: Diaea dorsata)، نوع من السناحة وفصيلة الذوطيات. تنتشر في المنطقة القطبية الشمالية القديمة. يمكن أن تنمو الإناث حتى 6 مم، الذكور حتى 4 ملم. يمكن أن يغير هذا العنكبوت لونه ليتناسب مع محيطه. ومع ذلك، هذه العملية تستغرق عدة أيام.